# Campionato del mondo di soluzione scacchistica

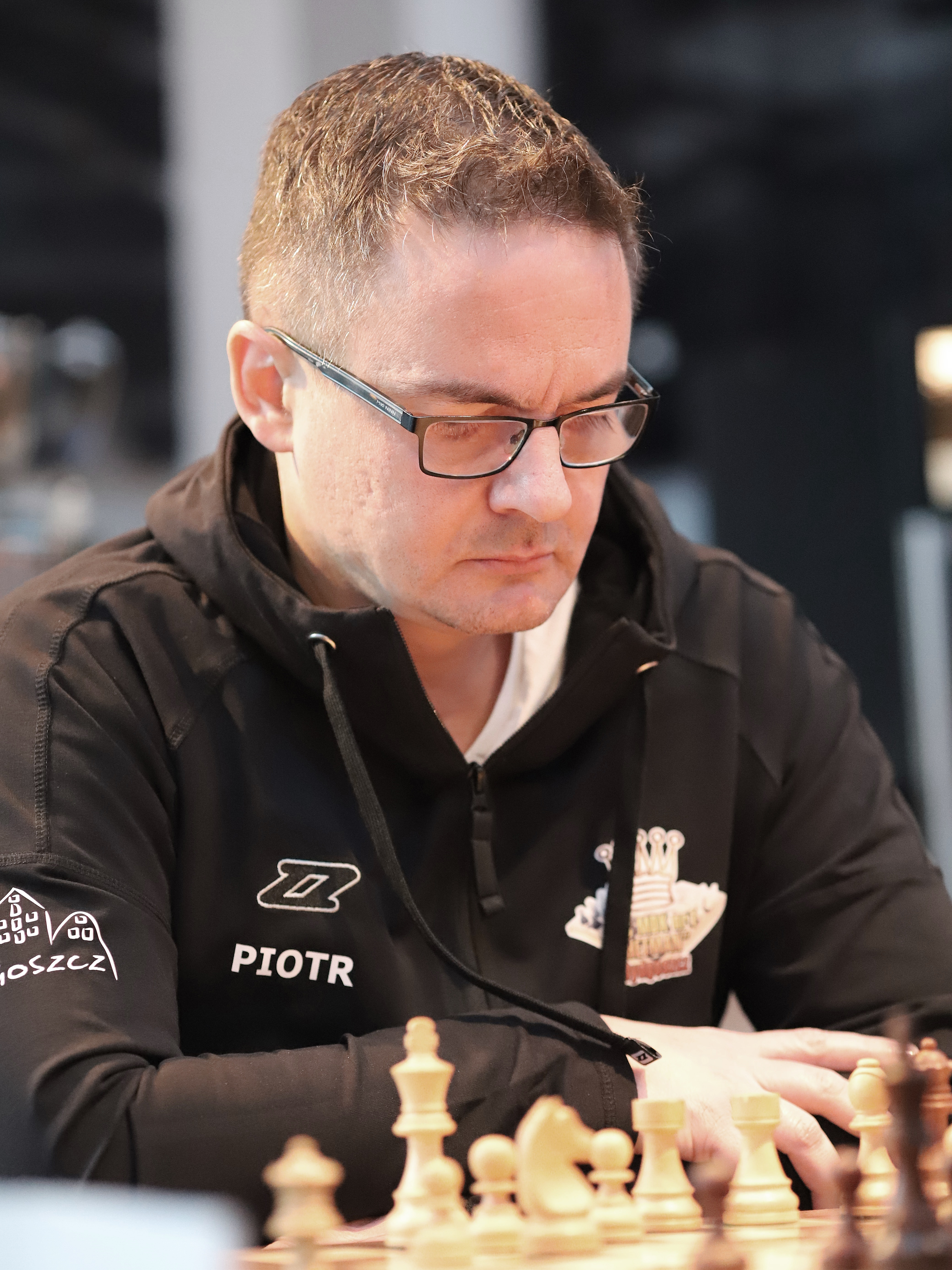
Piotr Murdzia, otto volte vincitore del campionato del mondo individuale di soluzione.

Il Campionato del mondo di soluzione scacchistica (in inglese World Chess Solving Championship, WCSC) è una competizione organizzata dalla World Federation of Chess Composition (WFCC) per la soluzione di problemi e studi di scacchi.
Il campionato a squadre nazionali si svolge dal 1977, quello individuale dal 1983.
Ogni campionato si svolge su sei turni (tre turni al giorno per due giorni):
- 1º turno:  3 problemi di matto in due mosse (tempo massimo 20 minuti)
- 2º turno:  3 problemi di matto in tre mosse (tempo massimo 60 minuti)
- 3º turno:  3 studi (tempo massimo 100 minuti)
- 4º turno:  3 problemi di aiutomatto (tempo massimo 50 minuti)
- 5º turno:  3 problemi in più di tre mosse (tempo massimo 80 minuti)
- 6º turno:  3 problemi di automatto (tempo massimo 50 minuti)

Non vi sono problemi eterodossi o di analisi retrograda.
Vengono assegnati cinque punti per ogni problema completamente risolto. Le soluzioni incomplete (mancanti di varianti o mancanti di una o più soluzioni nel caso di problemi con più soluzioni) danno diritto a meno di cinque punti. In caso di parità di punteggio, viene considerato il tempo impiegato.
Nel campionato a squadre ogni paese può partecipare con due o tre solutori. Quando sono presenti tre solutori vengono considerati per ogni turno i due migliori risultati.

## Vincitori del campionato a squadre
- 1977 –  Finlandia
- 1978 –  Finlandia
- 1979 –  Germania
- 1980 –  Israele

- 1981 –  Finlandia
- 1982 –  Jugoslavia
- 1983 –  Finlandia
- 1984 –  Finlandia
- 1985 –  Finlandia
- 1986 –  Regno Unito
- 1987 –  Germania Ovest
- 1988 –  Germania Ovest
- 1989 –  Unione Sovietica
- 1990 –  Regno Unito e  Unione Sovietica

- 1991 –  Unione Sovietica
- 1992 –  Russia
- 1993 –  Germania
- 1994 –  Germania
- 1995 –  Finlandia
- 1996 –  Israele
- 1997 –  Israele
- 1998 –  Israele
- 1999 –  Russia
- 2000 –  Germania

- 2001 –  Israele
- 2002 –  Germania
- 2003 –  Russia
- 2004 –  Israele
- 2005 –  Regno Unito
- 2006 –  Regno Unito
- 2007 –  Regno Unito
- 2008 –  Russia
- 2009 –  Polonia
- 2010 –  Polonia

- 2011 –  Polonia
- 2012 –  Polonia
- 2013 –  Polonia
- 2014 –  Polonia
- 2015 –  Polonia
- 2016 –  Polonia
- 2017 –  Polonia
- 2018 –  Polonia
- 2019 –  Polonia

## Vincitori del campionato individuale
- 1983 –  Roland Baier
- 1984 –  Kari Valtonen
- 1985 –  Ofer Comay
- 1986 –  Pauli Perkonoja
- 1987 –  Michel Caillaud
- 1988 –  Michael Pfannkuche
- 1989 –  Georgy Evseev
- 1990 –  Georgy Evseev
- 1991 –  Georgy Evseev
- 1992 –  Pauli Perkonoja
- 1993 –  Michael Pfannkuche
- 1994 –  Arno Zude
- 1995 –  Pauli Perkonoja
- 1996 –  Noam Elkies
- 1997 –  Jonathan Mestel
- 1998 –  Georgy Evseev
- 1999 –  Ofer Comay
- 2000 –  Michel Caillaud
- 2001 –  Jorma Paavilainen
- 2002 –  Piotr Murdzia
- 2003 –  Andrey Selivanov
- 2004 –  John Nunn
- 2005 –  Piotr Murdzia
- 2006 –  Piotr Murdzia
- 2007 –  John Nunn
- 2008 –  Piotr Murdzia
- 2009 –  Piotr Murdzia
- 2010 –  John Nunn
- 2011 –  Kacper Piorun
- 2012 –  Piotr Murdzia
- 2013 –  Piotr Murdzia
- 2014 –  Kacper Piorun
- 2015 –  Kacper Piorun
- 2016 –  Kacper Piorun
- 2017 –  Kacper Piorun
- 2018 –  Piotr Murdzia
- 2019 –  Piotr Górski